# Literatura gastronòmica
La literatura gastronòmica és un gènere de literatura que se centra en el menjar i inclou obres de crítics gastronòmics, periodistes gastronòmics, xefs i historiadors del menjar .

## Definició
Els escriptors gastronòmics consideren el menjar com una substància i un fenomen cultural. John T. Edge, un escriptor gastronòmic nord-americà, explica com els escriptors del gènere veuen el seu tema:
"El menjar és essencial per a la vida. Sens dubte, és la indústria més gran del nostre país. El menjar, no el sexe, és el nostre plaer més freqüent. El no menjar, o el menjar, massa, del tipus incorrecte, o amb la freqüència incorrecta, és una de les principals causes de malaltia i mort de la nostra societat."
Un altre escriptor gastronòmic nord-americà, Mark Kurlansky, vincula aquesta visió del menjar directament amb la literatura gastronòmica, donant l'abast del gènere quan observa:
“El menjar tracta sobre l'agricultura, sobre l'ecologia, sobre la relació de l'home amb la natura, sobre el clima, sobre la construcció de nacions, lluites culturals, amics i enemics, aliances, guerres, religió. Es tracta sobre memòria i tradició i, de vegades, fins i tot de sexe".
Com que literatura gastronòmica està centrada en un tema, no és un gènere en si mateix, sinó una categoria que utilitza una àmplia gamma de gèneres tradicionals, com ara receptes, periodisme, memòries i diaris de viatges. La literatura gastronòmica pot referir-se a la poesia i la ficció, com ara À la recherche du temps perdu de Marcel Proust, amb el seu famós passatge on el narrador recorda els seus records d'infantesa com a resultat de prendre un te i menjar una magdalena ; o el poema de Robert Burns " Address to a Haggis ", 1787. Charles Dickens, un novel·lista notable va escriure de manera memorable sobre el menjar, per exemple, al seu A Christmas Carol (1843).

Normalment, la literatura gastronòmica s'utilitza per especificar la literatura que adopta un enfocament més literari del menjar, com el de la famosa escriptora gastronòmica nord-americana MFK Fisher, que descriu la seva literatura sobre el menjar de la següent manera:
Em sembla que les nostres tres necessitats bàsiques, d'alimentació i seguretat i amor, estan tan barrejades, barrejades i entrellaçades que no podem pensar directament en una sense les altres. Per tant, passa que quan escric sobre la fam, realment estic escrivint sobre l'amor i la fam per ella, i sobre la calor i l'amor per ella i la fam per ella... i després sobre la calidesa i la riquesa i la fina realitat de la fam satisfet. .. i tot és un.
En aquest sentit literari, la literatura gastronòmica aspira a més que la mera comunicació d'informació sobre els aliments; també pretén oferir als lectors una experiència estètica. Un altre escriptor gastronòmic nord-americà, Adam Gopnik, divideix literatura gastronòmica en dues categories, "l'èpica simulada i la microcòsmica mística", i proporciona exemples dels seus practicants més destacats:
L'èpica simulada (AJ Liebling, Calvin Trillin, l'escriptor francès Robert Courtine i qualsevol bon crític de restaurants) és essencialment còmica i tracta les petites ambicions del menjador cobdiciós com si fossin grans i nobles, falsificant la idea de l'heroic mentre cria. el menor subjecte a la grandesa almenys temporal. El microcòsmic místic, del qual Elizabeth David i MFK Fisher són els mestres, és essencialment poètic, i converteix cada recepta recordada en una meditació sobre la fam i la fugacitat de la seva realització. Entre els escriptors gastronòmics contemporanis que treballen en aquesta modalitat hi ha Ruth Reichl, Betty MacDonald i Jim Harrison.
Com a qualificatiu, "literatura gastronòmica " és un terme relativament nou. Va començar a utilitzar-se àmpliament a la dècada de 1990 i, a diferència de la "literatura esportiva" o " literatura de la natura ", encara no s'ha inclòs a l' Oxford English Dictionary. En conseqüència, les definicions de La literatura gastronòmica quan s'apliquen a obres històriques són retrospectives. Els clàssics de La literatura gastronòmica, com La physiologie du goût (La fisiologia del gust ) del gastrònom francès del segle XVIII Jean Anthelme Brillat-Savarin, són anteriors al terme i han contribuït a donar forma al seu significat.

## En l'àmbit acadèmic
L'escriptor gastronòmic Michael Pollan és titular de la càtedra Knight de periodisme científic i ambiental a la Universitat de Califòrnia, Berkeley i des del 2013 dirigeix el programa de beques de periodisme agroalimentari i agroalimentari de l'11th Hour.
El 2013, la Universitat de South Florida St. Petersburg va iniciar un programa de postgrau en literatura i fotografia gastronòmica , creat per l'editora de viatges i menjar del Tampa Bay Times, Janet K. Keeler.

## Escriptors i llibres notables

### Autors
Aquesta és una llista d'alguns escriptors destacats sobre el menjar, la cuina, l'alimentació i la història cultural relacionada amb el menjar.
- Karen Anand

- Robert Appelbaum

- Archestratus

- Athenaeus

- James Beard

- Maggie Beer

- Mrs Beeton

- Edward Behr

- Raymond Blanc

- Anthony Bourdain

- Jean-Anthelme Brillat-Savarin

- Alton Brown

- Robert Farrar Capon

- Julia Child

- Mei Chin

- Craig Claiborne

- Brendan Connell

- Shirley Corriher

- Fanny Cradock

- Elizabeth Craig

- Curnonsky

- Tarla Dalal

- Elizabeth David

- Alan Davidson

- Emiko Davies[9]

- Giada De Laurentiis

- Avis DeVoto

- Andrew Dornenburg

- Escoffier

- Judith Lynn Ferguson

- Susie Fishbein

- M. F. K. Fisher

- Alexandros Giotis

- Adam Gopnik

- Gael Greene

- Jane Grigson

- Tim Hayward

- Marcella Hazan

- Karen Hess

- Amanda Hesser

- Kate Heyhoe

- Alison Holst

- Judith Jones

- Diana Kennedy

- Christopher Kimball

- Mark Kurlansky

- Kylie Kwong

- Nigella Lawson

- David Leite

- Paul Levy

- A. J. Liebling

- Manju Malhi

- Ginette Mathiot

- Harold McGee

- Zora Mintalová - Zubercová

- Prosper Montagné

- Massimo Montanari

- Joan Nathan

- Marion Nestle

- Jamie Oliver

- Richard Olney

- Clementine Paddleford

- Karen A. Page

- Jean Paré

- Angelo Pellegrini

- Elizabeth Robins Pennell

- Jacques Pépin

- Michael Pollan

- Edouard de Pomiane

- Wolfgang Puck

- Gordon Ramsay

- Rachael Ray

- Ruth Reichl

- Gary Rhodes

- Claudia Roden

- Waverley Root

- Marcel Rouff

- Michael Ruhlman

- Nigel Slater

- Delia Smith

- Raymond Sokolov

- Jeffrey Steingarten

- Joanne Stepaniak

- Martha Stewart

- John Thorne

- Raquel Torres Cerdán

- Mapie de Toulouse-Lautrec

- Anne Willan

- Martin Yan

### Obres importants del gènere
- Apicius - una col·lecció de receptes de cuina romana
- Llibre de Sent Soví (llibre de cuina català del segle XIV)
- Le Viandier (un llibre de cuina francès del segle XIV)
- Llibre del coch (llibre de cuina català del segle XV)
- The Forme of Cury (compilat pels principals mestres cuiners del rei Ricard II d'Anglaterra)

- Liber de Tellerina - llibre de cuina del segle xiv d'origen italià i francès
- Utilis Coquinario – un altre llibre de cuina de l'anglès mitjà

- Larousse Gastronomique (1938; 1961; 1988; 2001: quatre edicions, la primera de les quals descriu la cuina francesa; l'última de les tres edicions angleses també inclou la cobertura de cuines diferents de la francesa; l'editor original va ser Prosper Montagné )